# Radu Emil Precup
Radu-Emil Precup (n. 22 martie 1963) este un inginer român, membru corespondent al Academiei Române în cadrul Secției de Știința și Tehnologia Informației (28 iunie 2018).